# Felsőregmec
Felsőregmec es un pueblo húngaro perteneciente al distrito de Sátoraljaújhely, condado de Borsod-Abaúj-Zemplén.

## Superficie
Cuenta con una superficie de 10,75 km².

## Demografía
Hasta 2024 la población era de 333 habitantes, con una densidad de población de 30,97 hab/km².
| Gráfica de evolución demográfica de Felsőregmec entre 2020 y 2024 |
|                                                                   |
| Datos según la Oficina Central de Estadística de Hungría.         |